# Dorin Liviu Zaharia
Dorin Liviu Zaharia (n. 25 septembrie 1944, Focșani, Vrancea, România – d. 3 decembrie 1987, București, România) a fost un cântăreț, compozitor și textier român. Pornind de la numele de scenă al cântărețului american de rock and roll Chubby Checker, Zaharia era poreclit de către colegi și cunoscuți Chubby Zaharia (scris câteodată și Ciabi).

## Studii
Inițial autodidact în materie de muzică, Zaharia a fost student al Conservatorului din București fără a-l absolvi, însă. De asemenea, interesul pentru diverse domenii de cunoaștere l-a îndemnat să înceapă studii universitare la mai multe specializări, însă fără a promova vreuna dintre ele.

## Activitate

### Muzician
Membru fondator al formației Olympic '64, cu care debutează în 1964 la Student Club din București și cu care participă la primele două ediții ale Festivalului Club A (1969, 1971), cu lucrările de operă rock Decameronul focului alb (care, în diverse reprezentații de-a lungul timpului, și-a schimbat formula din decameron – grc. „zece zile” în endecameron, dodecameron – „unsprezece, douăsprezece zile”) și respectiv Karma-Kalyoga, ambele premiate de către juriul festivalului.
În 1970, se editează pe disc single unica apariție a formației în studioul de înregistrare: Cîntic de haiduc/Ziua bradului de noapte. Discul, în ciuda formatului scurt, este considerat unul dintre cele mai bune momente ale muzicii rock românești.
În continuare, compune muzică de film la filmele Nunta de piatră (în colaborare cu Dan Andrei Aldea), Duhul aurului, Filip cel bun, Tănase Scatiu regizate de Dan Pița (primele două, împreună cu Mircea Veroiu). Scrie muzică și pentru piese de teatru pentru televiziune și filme de scurtmetraj. În anii optzeci a compus muzica pentru filmele Țapinarii și Lișca regizate de Ioan Cărmăzan.
Zaharia a fost unul dintre primii compozitori de muzică folk ai generației sale, numind-o „nostalgia țăranului orășenizat”.

### Actor
Dorin Liviu Zaharia apare în filmul Nunta de piatră, partea „La o nuntă”, în rolul flașnetarului, un personaj simbolic al peliculei.

### Alte interese
În probleme de studii mitologice și religioase indiene, Zaharia a fost prieten apropiat cu Ioan Petru Culianu. Criticul literar Dan C. Mihăilescu l-a comparat cu Syd Barrett, primul lider al formației Pink Floyd. De asemenea, Florian Pittiș comenta personajul lui Zaharia ca fiind o trimitere la chitaristul Syd Barrett. Tot el observa că Zaharia a anticipat cu câțiva ani interesul generației flower power pentru cultura indiană și alte modele de gândire ale Orientului; tocmai de aceea, studiile proprii și ajutorul lui Culianu i-au permis introducerea unor astfel de elemente în muzică pe căi mai coerente și ferite de kitsch decât au făcut-o formații importante ale curentului psihedelic.

## Moștenire
Piese compuse de el (de exemplu, „Vinovații fără vină”, „Bradu-i brad fără topoare”), alături de versiunea în limba română a piesei italiene «E' la pioggia che va» (compusă de Bob Lind cu titlul "Remember The Rain" și făcută cunoscută în Italia de formația The Rokes, tradusă de Zaharia drept „Ploaia care va veni”) au fost preluate de cunoscuți interpreți sau grupuri, precum Adrian Ivanițchi, Mircea Vintilă și Pasărea Colibri.
Dorin Liviu Zaharia a scris și unele texte fonetice pe melodii cunoscute,  precum „Vezi bine, gard des n-ai” (It's Been a Hard Day's Night, The Beatles), „Ogarul” (Oh, Carol, The Rolling Stones), „Elin oribil” (Eleanor Rigby, The Beatles), „Nenea Virgil” (Bungalow Bill, The Beatles) sau „Popa Nan” (Penny Lane, The Beatles).

## Filmografie

### Muzică de film
- Duhul aurului (1974)
- Filip cel bun (1975) – împreună cu Ileana Popovici
- Hyperion (1975)
- Lumina palidă a durerii (1980)
- De ce trag clopotele, Mitică? (1981)
- Lișca (1984)

### Actor
- Duhul aurului (1974)
- Dincolo de pod (1976)